# (400177) 2006 WV94
(400177) 2006 WV94 es un asteroide perteneciente al cinturón de asteroides, descubierto el 19 de noviembre de 2006 por el equipo del Spacewatch desde el Observatorio Nacional de Kitt Peak, Arizona, Estados Unidos.

## Designación y nombre
Designado provisionalmente como 2006 WV94.

## Características orbitales
2006 WV94 está situado a una distancia media del Sol de 2,608 ua, pudiendo alejarse hasta 3,190 ua y acercarse hasta 2,025 ua. Su excentricidad es 0,223 y la inclinación orbital 2,288 grados. Emplea 1538,38 días en completar una órbita alrededor del Sol.

## Características físicas
La magnitud absoluta de 2006 WV94 es 17,7. Tiene 2 km de diámetro y su albedo se estima en 0,046.